# Ahnenerbe
La Ahnenerbe (en español: Herencia de los Ancestros) fue una asociación de la Alemania nazi para apoyar y financiar las actividades de investigación sobre la existencia y el pasado de la raza aria. Los resultados, exagerados y tergiversados, era usados para justificar la expansión militar y el genocidio. La creencia en la superioridad racial de los alemanes surgió a base de manipular el significado de parte de la herencia cultural y con afirmaciones pseudocientíficas.
La Ahnenerbe fue fundada por Heinrich Himmler en 1935. Estuvo presidida por Herman Wirth, que en 1937 fue sustituido en el cargo por Walther Wüst. Wolfram von Sievers fue secretario general. La organización estuvo vinculada a las SS.
Tras la Segunda Guerra Mundial, en los juicios de Núremberg, las SS fueron declaradas organización criminal y Sievers, que había tomado parte en experimentos con internos de campos de concentración, fue condenado a la pena capital por crímenes contra la humanidad.

## Antecedentes
Adolf Hitler creía que se podía dividir la humanidad en tres grupos: "los fundadores de la cultura, los portadores de la cultura y los destructores de la cultura". Los fundadores de la cultura, según Hitler, eran una razia aria biológicamente distinta de personas rubias y altas originaria del norte de Europa. Él creía que, en la prehistoria, la raza aria había sido responsable de todos los desarrollos significativos de la cultura humana, incluyendo la agricultura, la arquitectura, la música, la literatura y las artes visuales. Él creía que la mayoría de los alemanes modernos eran descendientes de esos arios y que habían heredado la superioridad biológica aria con respecto a otras razas. Según Hitler, los destructores de la cultura eran los judíos, a quienes no consideraba como una población genéticamente diversa que compartiese ciertos rasgos étnico-culturales y religiosos (por entonces ampliamente conocidos), sino que creía que eran una raza unificada y biológicamente distinta. Él creía que allá donde fueran los judíos, dañarían y en última instancia destruirían las culturas que les rodeaban.
Hitler había promovido sus ideas sobre la grandeza de los ancestros de los alemanes en su libro de 1925 titulado Mi lucha. Fuera de Alemania, la mayoría de los académicos y de los científicos veían las ideas de Hitler sobre la evolución humana y la prehistoria como carentes de sentido, en parte debido a la ausencia de cualquier evidencia de que en las comunidades del norte de Europa se hubieran originado los principales avances en la Prehistoria, tales como la agricultura y la escritura, las cuales aparecieron primero en Oriente Medio y en Asia.
En enero de 1929 Hitler designó al miembro del Partido Nazi Heinrich Himmler como líder de las Schutzstaffel (SS), un grupo paramilitar fundado en 1925 que sirvió como guardia personal de Hitler y de otros nazis. Himmler se propuso reorganizar las SS, introduciendo un mejor sistema de organización, y recabando información sobre judíos y masones relevantes, así como sobre grupos políticos rivales. En 1929, Himmler emprendió una campaña de reclutamiento en las SS, y para finales de 1931 el grupo tenía 10 000 miembros. Himmler quería asegurarse de que los miembros fueran racialmente tan nórdicos como fuera posible y fundó la Oficina de Raza y Asentamiento (SS-Rasse- und Siedlungshauptamt) de las SS para seleccionar a los solicitantes y a las mujeres que los miembros proponían para contraer matrimonio. En la creencia de que existía un tipo de raza nórdica que conservaba la mayor pureza de los antiguos arios Himmler fue influenciado por las ideas nordicistas de Hans F. K. Günther (1891–1968), el cual había sido popular entre los círculos nacionalistas alemanes durante las décadas anteriores.
Himmler tenía un interés permanente en el pasado y en cómo podría proporcionar un modelo para el futuro. Sin embargo, sus puntos de vista sobre los antiguos pueblos alemanes diferían de los de Hitler en ciertas áreas. Hitler estaba perplejo por el hecho de que las sociedades antiguas del sur de Europa hubiesen desarrollado una tecnología y una arquitectura más avanzada que sus contemporáneos del norte de Europa. Hitler dijo que "las excavaciones que se llevan a cabo en los barrios donde vivieron nuestros antepasados en la época precristiana causan gran revuelo. Me temo que no puedo compartir su entusiasmo, porque no puedo evitar recordar que, mientras nuestros antepasados fabricaban estas vasijas de piedra y arcilla, que entusiasman a nuestros arqueólogos, los griegos ya habían construido la Acrópolis". Hitler explicó esto afirmando que los arios también debían de haber habitado en el sur del continente y que habían sido responsables del establecimiento de las sociedades de las antiguas Grecia y Roma. Específicamente, creía que fueron los climas más cálidos del sur los que permitieron a estos arios desarrollarse de una manera que no pudieron lograr aquellos que vivían más al norte, en climas más fríos y húmedos. Himmler era consciente de estas opiniones pero, a diferencia de Hitler, admiraba lo que creía que era la ferocidad y el valor de las tribus germánicas del norte de Europa.
Himmler estaba especialmente interesado en el libro Germania de Tácito, un relato etnográfico e histórico sobre las tribus germánicas en la Edad de Hierro escrito por este historiador romano a finales del siglo I d. C. La Ahnenerbe quiso conseguir el Códice Aesinas, una famosa copia del siglo XV de esta obra. El dictador italiano Benito Mussolini había prometido regalárselo a los alemanes en 1936, pero se mantuvo como propiedad del conde Aurelio Baldeschi Guglielmi Balleani. En 1943 los nazis buscaron el códice en la casa del conde en Ancona pero no lo encontraron.

### Toma del poder por el Partido Nazi
En la elección federal de 1932 los nazis consiguieron 230 escaños en el Reichstag, convirtiéndose en el partido más grande pero careciendo de una mayoría capaz de tomar el control. Seis meses después, el presidente Paul von Hindenburg invitó a Hitler a convertirse en canciller, después de lo cual este último consolidó el dominio sobre el gobierno. En febrero de 1933, Hitler convenció a von Hinderburg para emitir el Decreto del Incendio del Reichstag, por el cual fueron suspendidas legalmente las libertades civiles. Himmler, que había sido nombrado recientemente jefe de la policía de Múnich, ordenó el arresto de aquellos que consideró una amenaza para los nazis -incluyendo a periodistas, sindicalistas, líderes de las comunidades judías, socialistas y comunistas y los encarceló en campo de concentración de Dachau. Hitler aprobó las tácticas de Himmler y lo designó como cabeza de la policía política de toda Alemania.
En 1933 Himmler inició planes para establecer una especie de "academia nórdica" para asistir a la instrucción de los altos rangos de las SS. Fue ayudado en esto por Karl Maria Wiligut, un ocultista que era popular en los círculos ultra-nacionalistas alemanes. Himmler introdujo a Wiligut en las SS —donde llegó a ser Brigadeführer— y le dio una villa privada en Berlín.
Usando las profecías de Wiligut como guía, Himmler escogió el Castillo de Wewelsburg en Westfalia para que sirviese de base de muchas operaciones de las SS. Se contrató al arquitecto Hermann Bartels para supervisar las reformas en el castillo para adaptarlo para su uso por las SS. Como parte de estas alteraciones, uno de los cuartos del edificio pasó a ser conocido como el "Cuarto del Grial". Este cuarto tenía tenía un cristal de roca que representaba el Grial en el centro. Himmler también estableció un museo privado en el castillo, empleando en él al joven arqueólogo Wilhelm Jordan para administrarlo.
En 1934 Himmler conoció al prehistoriador neerlandés Herman Wirth, que estaba viviendo en Alemania en la casa de Johann von Leers, un propagandista nazi. Wirth fue uno de los prehistoriadores más controversiales de Alemania. Después de examinar los símbolos del arte tradicional frisio se convenció de que representaban la supervivencia de una antigua escritura usada por una civilización nórdica prehistórica. Wirth creía que esta escritura era el lenguaje escrito más antiguo y que había sido la base de otros escritos antiguos. Wirth también pensaba que si llegaba a descifrarlo podría aprender la naturaleza de la antigua religión de la raza aria. Esta creencia entraba en contradicción con la concepción de los académicos del pasado; durante la década de 1930, los académicos se habían dado cuenta de que las dos escrituras más antiguas del mundo eran las de Mesopotamia y Egipto, y que el norte de Europa solo desarrolló su propio alfabeto, las runas, bajo la influencia de la escritura etrusca entre el 400 a. C. y el 50 d. C.. Al intentar explicar la falta de evidencia arqueológica o histórica de una antigua civilización nórdica avanzada, Wirth afirmó que los arios habían evolucionado en una patria ártica hace dos millones de años, antes de establecer su sociedad avanzada en una tierra en el Atlántico Norte, que se había hundido en el mar, dando lugar a las historias sobre la Atlántida.
Las ideas de Wirth fueron rechazadas y ridiculizadas por el establishment arqueológico alemán, aunque ellas consiguieron ganar el apoyo de varios patrocinadores ricos, que le asistieron en su promoción. Himmler estaba entre las personas a las que le gustaban las ideas Wirth. Himmler estaba interesado en las religiones precristianas del norte de Europa y creía que una religión pagana moderna modelada como ellas podría reemplazar al cristianismo como la principal religión del pueblo alemán. A Himmler no le gustaba el cristianismo por sus orígenes semíticos, su representación de Jesús de Nazaret como judío, y su vocación por la caridad y la compasión. Posteriormente, Himmler dijo en privado que después de la Segunda Guerra Mundial "los viejos dioses germánicos serían restaurados".

## Orígenes: 1935–1939

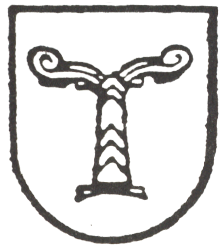
Un emblema de la Ahnenerbe con el Irminsul.

El 1 de julio de 1935 Himmler organizó una reunión en el cuartel general de las SS en Berlín donde habló de su deseo de impulsar un instituto de investigación de la prehistoria. Tanto Wirth como el agriculturalista Richard Walther Darré estaban presentes, y ambos respondieron con entusiasmo ante la idea. El grupo comenzó como un departamento de la Oficina de Raza y Asentamiento de las SS. Wirth se convirtió en presidente del grupo, mientras que Himmler tomó el papel de superintendente, un puesto que implica un control considerable al ponerlo a cargo de su consejo de administración.
 Su objetivo formal fue "promover la ciencia de la antigua historia intelectual".
Su fin, según se establece el auto de acusación del proceso de Núremberg llamado "de los doctores", fue:

...realizar investigaciones sobre... la raza indogermánica del norte y divulgar sus resultados de una manera interesante al público.
Ahnennerbe. pag. 188, en The Milch Case. NUERNBERG MILITARY TRIBUNAL Volume II · Pages III, IV & V

La organización fue inicialmente llamada Sociedad para el Estudio de la Historia de las Ideas Primitivas (Deutsches Ahnenerbe Studiengesellschaft für Geistesurgeschichte), pero pronto se abrevió como la Ahnenerbe. Este es un término alemán para  "algo heredado de los antepasados". Al principio, tenía un personal de siete miembros. Como reflejo de la fijación de Wirth por la idea de una escritura aria antigua, el enfoque inicial de la organización se centró en lo que Wirth llamó "estudios de escritura y símbolos". Como ejemplo de esto se puede mencionar que a uno de sus investigadores, Yrjö von Grönhagen, se le encargó coleccionar calendarios finlandeses de madera en los que estaban grabados varios símbolos.
Desde 1934, Himmler empezó a financiar y a visitar excavaciones en Alemania. Esto le llevó a entrar en contacto con arqueólogos como Alexander Langsdorff, Hans Schleif, Werner Buttler y Wilhelm Unverzagt, director del Museo Estatal de Prehistoria e Historia Temprana (Staatliches Museum für Vor- und Frühgeschichte) de Berlín. Inicialmente hubo dos departamentos dentro de las SS dedicados a la arqueología: la Abteilung Ausgrabungen del Persönlicher Stab des Reichsführers y el Abteilung für Vor- und Frühgeschichte de la Oficina de Raza y Asentamiento de las SS. El último ("RA IIIB") se estableció en 1934 y se suponía que serviría como "estado mayor" para todas las actividades de las SS relacionadas con la prehistoria. Era responsable de la investigación arqueológica y la propaganda relacionada y estaba dirigido por el geólogo Rolf Höhne. Höhne fue finalmente reemplazado por Peter Paulsen, un arqueólogo, en octubre de 1937. El departamento no llevó a cabo ninguna excavación por sí mismo, pero tenía como objetivo extender la influencia de las SS sobre otras instituciones, especialmente aquellas responsables de la educación/investigación y la preservación de monumentos. De hecho, Langsdorff hizo esto en como miembro del personal del propio Himmler. El departamento también intentó utilizar la prehistoria en la formación y adoctrinamiento de los miembros de las SS. Cuando la Oficina de Raza y Asentamiento fue reestructurada, el departamento fue disuelto y sus responsabilidades pasaron a la Ahnenerbe. La Abteilung Ausgrabung dentro del personal del propio Himmler fue establecida en 1935 como iniciativa de Langsdorff. En marzo de 1937, Höhne se unió al liderazgo de este departamento. En 1937, era responsable de las excavaciones de las SS y del mantenimiento de su propio personal para esta actividad.
La misión oficial de la organización era doble. Su primer propósito era revelar nuevas evidencias de los logros de los antepasados de los alemanes modernos "utilizando métodos científicos exactos". Su segundo propósito era transmitir sus hallazgos al público alemán a través de artículos de revistas, libros, exposiciones en museos y conferencias académicas. Según el escritor Heather Pringle, la Ahnenerbe estaba "en el negocio de la creación de mitos" y actuaba repetidamente "distorsionando la verdad y produciendo pruebas cuidadosamente diseñadas para apoyar las ideas raciales de Adolf Hitler". Algunos miembros de la Ahnenerbe alteraban conscientemente sus evidencias e interpretaciones para hacerlas coincidir con las creencias de Hitler; otros parecían no ser conscientes de cómo su adhesión a la doctrina nazi influía en sus interpretaciones.
En 1937, la Ahnenerbe se dedicaba esencialmente a la investigación völkisch amateur. La presión financiera y académica forzó a Himmler a empezar a buscar una alternativa a  Wirth en la primavera de 1936. En septiembre, Hitler se refirió negativamente a las creencias de Wirth sobre la Atlántida y su influencia en la arquitectura de una casa en la Böttcherstrasse de Bremen durante un discurso en la Reichsparteitag.
En marzo de 1937, se le dio a la Ahnenerbe un nuevo estatuto, implementándose el "principio del líder" (führerprinzip) y dándole a Himmler extensos poderes. Wirth fue depuesto como presidente y fue colocado como presidente honorario, una posición con menos poder. La posición de Himmler como Kurator le dio más poder.
Walther Wüst fue elegido nuevo presidente de la Ahnenerbe. Wüst era experto en la India y decano en la Universidad Ludwig Maximilian de Múnich, trabajando aparte como Vertrauensmann para el Sicherheitsdienst (SD, Servicio de Seguridad). Llamado "el Orientalista" por Wolfram Sievers, Wüst había sido reclutado por él en mayo de 1936 por su habilidad para simplificar la ciencia para el hombre común.
La secretaría general (Generalsekretariat) liderada por Sievers se convirtió en la Reichsgeschäftsführung de la institución. La Ahnenerbe fue renombrada como Forschungs- und Lehrgemeinschaft Das Ahnenerbe e.V.. Fue trasladada desde la Oficina de Raza y Asentamiento hasta el personal propio de Himmler.
Wirth y Wilhelm Teudt perdieron sus departamentos en la Ahnenerbe en 1938. En 1939, los estatutos fueron cambiados de nuevo y Wirth fue depuesto del cargo de presidente honorario. Los nombres de los cargos de Himmler y Wüsts fueron intercambiados, de manera de Himmler pasó a ser el presidente. Junto a Wüst, el académico con más influenica en la institución después de 1939 fue Herbert Jankuhn, alguien que en 1937 se negaba a participar con la Ahnenerbe por considerarla "anticientífica".
La Ahnenerbe fue una mezcla entre un departamento de las SS y una asociación (Eingetragener Verein). La membresía estaba abierta a todas las personas físicas y jurídicas. Su personal estaba formado por miembros de las SS, muchos de los cuales también tenían otra posición en las SS y por lo tanto estaban sujetos a la jurisdicción de las SS.
A finales de 1936, la Ahnenerbe se apoderó de la revista de Wilhelm Teudt titulada Germanien, primero en cooperación con Teudt y luego sin él. Esta publicación mensual se convirtió en la voz oficial de la Ahnenerbe y estaba dirigida a un público más amplio. A partir de diciembre de 1936, la revista se distribuyó gratuitamente a todos los líderes de las SS.
La cooperación con otros departamentos de las SS estaba inicialmente limitada, pero aumentó a partir de 1937. Los contactos con el SD-HA y con el equipo editorial del semanario de las SS Das schwarze Korps se intensificaron. La Ahnenerbe finalmente tuvo la responsabilidad científica de la SS-Leithefte y, en unión con la SS-Hauptamt, estableció la Germanische Leitstelle y la Germanischer Wissenschaftseinsatz.
En 1939, la Ahnenerbe mantuvo su primera convención anual independiente, en Kiel. El éxito del evento contribuyó a la tendencia de que los arqueólogos se acercasen cada vez más a la Ahnenerbe y se alejasen de la organización rival de Alfred Rosenberg llamada Asociación del Reich para la Prehistoria Alemana (Reichsbund für Deutsche Vorgeschichte).
En el año fiscal 1938-1939, el presupuesto para el departamento de excavaciones fue de 65 000 marcos de Reich, aproximadamente un 12% del presupuesto total de la Ahnenerbe. Más de un tercio de este fue a actividades en Hedeby. Bajo la dirección de Jankuhn se crearon cuatro departamentos arqueológicos más. En abril de 1938 el Forschungsstätte für naturwissenschaftliche Vorgeschichte (un laboratorio para analizar polen), establecido en Dahlem bajo el liderazgo de Rudolf Schütrumpf. En 1939 el Forschungsstätte für Wurtenforschung en Wilhelmshaven liderado por Werner Haarnagel, el Forschungsstätte für germanisches Bauwesen liderado por Martin Rudolph y el Forschungsstätte für Urgeschichte dirigido por Assien Bohmers.
Entre los regalos que Himmler le hizo a Hitler por su cincuenta cumpleaños había un conjunto de libros encuadernados en cuero, uno de los cuales trataba de las investigaciones de la Ahnenerbe.
La Ahnenerbe buscaba cultivar un aire de integridad profesional. La Ahnenerbe pasó a ser parte integrante de las SS. En 1939 la Ahnenerbe empleaba a 137 académicos y científicos, así como a 82 trabajadores de apoyo, incluyendo artistas, fotógrafos, técnicos de laboratorio, bibliotecarios, tesoreros y secretarios.
Durante la invasión alemana de Polonia en 1939 la Ahnenerbe envió a un equipo a Varsovia para retirar cualquier objeto de sus museos que se creyese que tenía un origen alemán.

## Sedes
Las primeras instalaciones de la Ahnenerbe estaban en los números 29 y 30 de la Brüderstrasse, una calle del siglo XIII de Berlín. Estos edificios, que hacían esquina, fueron alquilados al magnate de los grandes almacenes de la ciudad Rudolf Herdzog.
Tras ser nombrado presidente en 1937, Wüst empezó a mejorar la Ahnenerbe, trasladando las oficinas a una nueva sede que costó 300 000 marcos del Reich en Dahlem, al suroeste de Berlín. También trabajó para limitar la influencia de "aquellos a quienes consideraba eruditos advenedizos" lo que incluyó cortar las comunicaciones con la Oficina de Raza y Asentamiento de Karl Maria Wiligut.
El bombardeo de Hamburgo el 29 de julio de 1943 por los británicos llevó a Himmler a ordenar la inmediata evacuación de la sede central de la Ahnenerbe. Su gran biblioteca fue trasladada al Schloss Oberkirchberg, cerca de Ulm, mientras que el personal se trasladó al pequeño municipio de Waischenfeld, cerca de la ciudad bávara de Bayreuth, a una casa de piedra (Steinhaus) del siglo XVII.

## Colección de esqueletos de judíos
Walter Greite llegó a la dirección de la división de Estudios Naturales Aplicados de la Ahnenerbe en enero de 1939, y comenzó a tomar medidas detalladas de 2.000 judíos en la oficina de emigración de Viena, pero los científicos no pudieron utilizar los datos. El 10 de diciembre de 1941 Bruno Beger se encontró con Sievers y le convenció de la necesidad de recopilar 120 cráneos judíos.
August Hirt fue nombrado en 1941 director del Instituto de Anatomía de Estrasburgo. Concibió y dirigió la creación de una colección de esqueletos judíos, que se inició pero que no se completó como se esperaba. Él también llevó a cabo experimentos con cadáveres y coleccionó cráneos humanos. Él quería crear una colección de calaveras de "judeo-bolcheviques" como parte de su investigación sobre la raza. Según él, la raza judía estaba a punto de ser extinguida y quería reunir una colección de ellos mientras aún había tiempo. Hirt envió su proyecto a Himmler. Hirt escribió sobre su proyecto: "Existen importantes colecciones de cráneos de casi todas las razas y pueblos. A excepción de los judíos, de los cuales la ciencia tiene pocos cráneos, por lo que no es posible sacar ninguna inferencia significativa. La guerra en el Este nos brinda la oportunidad de llenar el vacío. Tenemos la oportunidad de adquirir un documento científico tangible adquiriendo los cráneos de judíos bolcheviques que encarnan al repugnante pero característico subhumano."
Hirt concibió el proyecto para ir más allá de una colección de calaveras, quiso una colección de esqueletos de judíos, y así presentó su plan de investigación a Himmler. Este aprobó el proyecto de modo que Hirt pudo empezar. Trabajando junto con la Ahnenerbe, Wolfram Sievers, Bruno Beger, Hans Fleischhacker y Hirt seleccionaron a gente de entre los internos en el campo de Auschwitz para crear una colección anatómica de especímenes judíos. Hirt propuso usar una cámara de gas pequeña del campo de Natzweiler-Struthof para asesinar a las personas seleccionadas, lo que mantendría sus cuerpos intactos, y luego trasladaría sus cuerpos inmediatamente al Instituto Anatómico de Estrasburgo para hacer moldes y obtener los esqueletos que buscaba para su colección.
Hirt ordenó que se seleccionaran 115 personas para las mediciones: 79 hombres judíos, 30 mujeres judías, 2 polacos y cuatro "asiáticos". Estos fueron seleccionados de entre los internos en agosto de 1943 en  Auschwitz por sus asistentes, los antropológos Bruno Beger y Hans Fleischhacker. El grupo pasó una cuarentena por la epidemia de tifus que había en el campo. De aquellos seleccionados inicialmente, se cree que 89 personas (60 hombres y 29 mujeres) fueron enviados a Natzweiler-Struthof. Tres hombres murieron en la ruta, quedando 86 personas.
Estas 86 personas entraron en el campo de Natzweiler-Struthof el 30 de julio de 1943. Fueron alimentados razonablemente bien para mejorar su apariencia en los futuros moldes de sus cuerpos. Fueron divididos en cuatro grupos y fueron gaseados sucesivamente por Josef Kramer los días 11, 13, 17 y 19 de agosto de 1943. Sus cuerpos fueron retornados a manos de Hirt en el laboratorio anatómico del Tercer Reich en Estrasburgo para preparar una muestra antropológica, tomando moldes de sus cuerpos y preparando los esqueletos.
En septiembre de 1944, la rápida llegada de los aliados hizo que el proyecto fuera abandonado y Himmler ordenó la destrucción de todo rastro de esta comprometedora colección. Esa orden no se cumplió, ni se tomaron los moldes ni se prepararon los esqueletos. Los aliados encontraron cadáveres y restos parciales conservados en formaldehído de 86 personas tras la liberación de Estrasburgo.

## Justificación de la persecución de los homosexuales
En un discurso en 1937 en Bad Tölz, Himmler anunció que las momias de los pantanos del noroeste de Europa, que dan testimonio de una tradición de la Edad del Hierro en la que los individuos eran deliberadamente asesinados y depositados en pantanos, debían haber representado la erradicación de los homosexuales. Esta era una idea que había adoptado del arqueólogo de la Ahnenerbe Herbert Jankuhn. Su adopción de esta idea estaba vinculada al miedo homofóbico de que la homosexualidad era transmisible y que se podía propagar dentro de las filas de las SS y en otros espacios de vinculación masculina a menos que se implementaran medidas fuertes para evitarlo. Himmler luego reivindicó esta supuesta tradición antigua como legitimación para el exterminio de los homosexuales dentro de su propia sociedad. Se reunió a unos 15 000 homosexuales que fueron enviados a campos de concentración donde más del 60% murieron.

## Experimentos
Sievers fue secretario general en la Ahnenerbe y director del Instituto para la Investigación Militar y Científica (Institut für Wehrwissenschaftliche Zweckforschung), que estuvo adherido a la Ahnenerbe durante la Segunda Guerra Mundial. En los juicios de Núremberg se determinó que Sievers estuvo implicado en los siguientes experimentos con humanos:
- Experimentos de alta altitud: desde aproximadamente marzo de 1942 hasta aproximadamente agosto de 1942 se llevaron a cabo experimentos en el campo de concentración de Dachau para la Luftwaffe en los cuales se trataba de investigar los límites humanos de resistencia a altitudes extremadamente altas. Los experimentos se llevaron a cabo en una cámara de baja presión en la que se podían duplicar las condiciones atmosféricas y las presiones que prevalecen a gran altura (hasta 68 000 pies). Los sujetos experimentales fueron colocados en la cámara de baja presión y luego se elevó la altitud simulada allí. Muchas víctimas murieron como resultado de estos experimentos y otras sufrieron heridas graves, torturas y malos tratos.[4]
- Experimentos de congelación. Desde aproximadamente agosto de 1942 hasta aproximadamente mayo de 1943 se llevaron a cabo experimentos en el campo de concentración de Dachau, sobre todo para la Luftwaffe, para investigar los medios más eficaces de tratar a personas que habían sufrido mucho frío o congelación. En una serie de experimentos, los sujetos fueron obligados a permanecer en un tanque de agua helada durante períodos de hasta 3 horas. Un rigor extremo se desarrolló en poco tiempo. Numerosas víctimas murieron en el transcurso de estos experimentos. Después de que los supervivientes sufrieron un severo frío, se intentó recalentarlos por diversos medios. En otra serie de experimentos, los sujetos fueron mantenidos desnudos al aire libre durante muchas horas a temperaturas bajo cero.[4]
- Experimentos de malaria. Desde aproximadamente febrero de 1942 hasta aproximadamente abril de 1945 se llevaron a cabo experimentos en el campo de concentración de Dachau para investigar la inmunización y el tratamiento de la malaria. Los reclusos sanos de los campos de concentración eran infectados por mosquitos o mediante inyecciones de extractos de glándulas mucosas de mosquitos. Después de haber contraído malaria, los sujetos fueron tratados con varios medicamentos para probar su eficacia relativa. En estos experimentos se utilizaron más de 1 000 sujetos involuntarios. Muchas de las víctimas murieron y otras sufrieron dolores severos y discapacidad permanente.[4]
- Experimentos con gas mostaza. En varias ocasiones, entre septiembre de 1939 y abril de 1945, se llevaron a cabo experimentos en los campos de concentración de Sachsenhausen, Struthof-Natzweiler y otros en beneficio de la Wehrmacht para investigar el tratamiento más eficaz de las heridas causadas por el gas mostaza. Las heridas infligidas deliberadamente a los sujetos estaban infectadas con gas mostaza. Algunos de los sujetos murieron como resultado de estos experimentos y otros sufrieron dolores y lesiones intensos.[4]
- Experimentos con agua de mar. Desde julio de 1944 hasta septiembre de 1944 se llevaron a cabo experimentos en el campo de concentración de Dachau, en beneficio de la Wehrmacht, para estudiar varios métodos para potabilizar el agua de mar. Los sujetos fueron privados de todo alimento y solo se les dio agua de mar procesada químicamente. Tales experimentos causaron gran dolor y sufrimiento y provocaron graves lesiones corporales a las víctimas.[4]
- Experimentos de ictericia epidémica. Desde junio de 1943 hasta enero de 1945 aproximadamente se llevaron a cabo experimentos en los campos de concentración de Sachsenhausen y Natzweiler, en beneficio de las Fuerzas Armadas alemanas, para investigar las causas de la ictericia epidémica y las vacunas contra ella. Los sujetos experimentales fueron infectados deliberadamente con ictericia epidémica, algunos de los cuales murieron como resultado y otros sufrieron un gran dolor y sufrimiento.[4]
- Experimentos con tifus. Desde aproximadamente diciembre de 1941 hasta aproximadamente febrero de 1945 se llevaron a cabo experimentos en los campos de concentración de Buchenwald y Struthof-Natzweiler, para el beneficio de las fuerzas armadas alemanas, para investigar la eficacia vacunas contra el tifus y otras. En Buchenwald, numerosos reclusos sanos fueron infectados deliberadamente con el virus de la fiebre maculosa para mantenerlo vivo; más del 90 por ciento de las víctimas murieron como resultado. Se utilizaron otros reclusos sanos para determinar la eficacia de diferentes vacunas contra el tifus y de diversas sustancias químicas. En el marco de estos experimentos, el 75 por ciento del número de reclusos seleccionados fueron vacunados con una de las vacunas o alimentados con alguna de las sustancias químicas y, después de un período de 3 a 4 semanas, fueron infectados con el germen de la fiebre maculosa. El 25 por ciento restante se infectó sin ninguna protección previa para poder comparar la eficacia de las vacunas y las sustancias químicas. Como resultado, cientos de personas con las que se experimentó murieron. Experimentos con fiebre amarilla, viruela, tifus, paratifus A y B, cólera y difteria. En el campo de concentración de Natzweiler se llevaron a cabo experimentos similares con resultados similares.[4]

## Expediciones

### Alemania

#### Hedeby
En Hedeby habían tenido lugar excavaciones desde 1930. Estas fueron puestas a cargo de la Ahnenerbe a partir de 1938 por Herbert Jankuhn.

#### Baden-Württemberg
En 1937 y 1938 Gustav Riek lideró unas excavaciones en la antigua fortaleza de Heuneburg, en Baden-Württemberg. La antigua fortaleza había sido descubierta mucho antes. La Ahnenerbe se impuso a Hans Reinerth, del Reichsbund für Deutsche Vorgeschichte, que había competido por la excavación. Riek se centró en el túmulo funerario conocido como Hohmichele, donde encontró la cámara funeraria principal, que ya había sido saqueada en la Antigüedad. Sin embargo, en sus inmediaciones se descubrió otra tumba que incluía un rico mobiliario funerario. Debido al estallido de la guerra en 1939, se interrumpieron las excavaciones.

### Finlandia
Yrjö von Grönhagen fue reclutado por Himmler en la Ahnenerbe en 1935 sobre todo por sus escritos sobre el folclore de Kalevala. En 1936 exploró rituales paganos y rituales folclóricos en Karelia para determinar si había paralelismos entre los indoeuropeos y los finlandeses, para establecer si tenían un mismo origen.

### Suecia
Después de una presentación de diapositivas el 19 de febrero de 1936 de su viaje a Bohuslän, una región en el suroeste de Suecia, Wirth convenció a Himmler para que lanzara una expedición a la región, la primera expedición oficial financiada por la Ahnenerbe. Bohuslän era conocido por su enorme cantidad de grabados rupestres de petroglifos, que Wirth creía que eran evidencia de un antiguo sistema de escritura anterior a todos los sistemas conocidos. Himmler nombró a Wolfram Sievers director general de la expedición, probablemente debido a los problemas anteriores de Wirth para equilibrar las finanzas.
El 4 de agosto de 1936, la expedición emprendió un viaje de tres meses, comenzando en la isla alemana de Rügen y luego continuando hasta Backa, el primer sitio de arte rupestre registrado en Suecia. A pesar de la existencia de escenas que mostraban guerreros, animales y barcos, Wirth se centró en las líneas y círculos que pensaba que constituían un alfabeto prehistórico. Si bien sus estudios se basaron en gran medida en creencias personales, más que en investigaciones científicas objetivas, Wirth hizo interpretaciones de los significados de ideogramas tallados en la roca, como un círculo dividido en dos por una línea vertical que representa un año y un hombre de pie con los brazos levantados que representa lo que Wirth llamó "el Hijo de Dios".

### Italia, Rumanía y Oriente Medio
Entre 1937 y 1942 la Ahnenerbe apoyó generosamente al arqueólogo Franz Altheim y a su esposa, la fotógrafa Erika Trautmann, para el estudio de inscripciones rupestres prehistóricas en Val Camonica y para viajes por la costa adriática. Altheim se centró en buscar inscripciones relacionadas con runas y en demostrar la supuesta herencia indoeuropea y germánica de Roma.
En 1938 Altheim y Trautmann lograron financiación de la Ahnenerbe para una expedición hacia la frontera oriental del Imperio romano. Pasaron por Rumania, Siria e Iraq.

### Tíbet

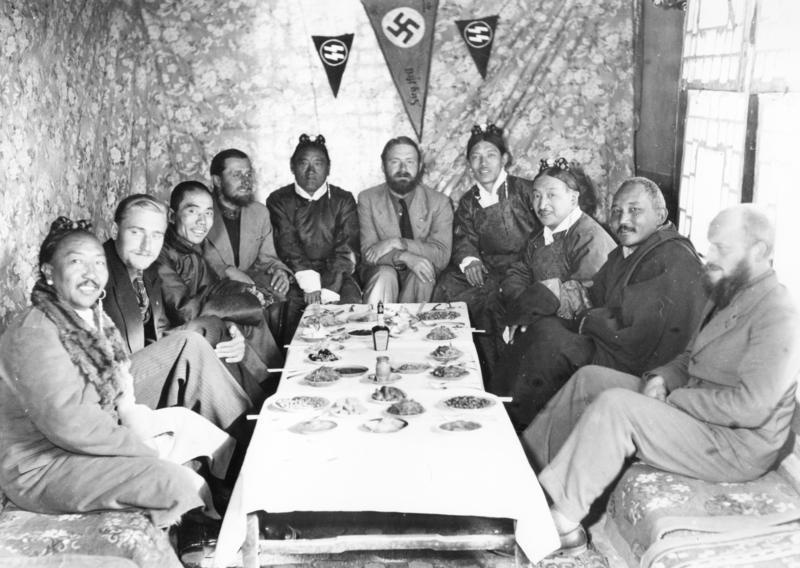
Los miembros de la expedición con el líder Tsarong y otros tibetanos.

Ernst Schäfer participó en una expedición al Tíbet con el naturalista Brooke Dolan II entre 1931 y 1934. En 1934 entró en las SS. Entre 1934 y 1936 estuvo de nuevo en el Tíbet con Dolan. Shäfer planeó otra expedición multidisciplinaria al Tíbet, esta vez con el apoyo de la Ahnenerbe y de Himmler, ya que tenía interés en la civilización tibetana y en su religión bon-po, también llamada de la esvástica.
La expedición tuvo lugar entre 1938 y 1939. Se recogieron numerosos datos geográficos, etnológicos, antropológicos, culturales y médicos. También recopilaron material faunístico, florístico y artístico y se tomaron miles de fotografías y muchas horas de filmación. El antropólogo de la expedición fue Bruno Beger.

### Grecia
En 1936 el arquitecto e investigador de la Antigüedad Clásica Hans Schleif excavó en Olimpia con apoyo de la Ahnenerbe.
Himmler, influenciado por las teorías de Hans Hörbiger, creía que los nórdicos pudieron huir de un desastre natural hacia el sur, donde habrían fundado la Grecia clásica. Había escuchado también que había un sistema de cuevas que iban desde Berlín al sur del Peloponeso. Encargó a la Ahnenerbe que mandase en secreto a alguien a Grecia investigar esto. La persona escogida fue Hans Reinerth, de la Amt Rosenberg. Reinerth buscó las cuevas, conocidas como Puertas del Hades, en el cabo Ténaro. Aunque la expedición era secreta, Reinerth publicó en el número de junio-julio de 1941 de El informe de investigación del Reichsbund para la Prehistoria Alemana que había llevado a cabo una expedición a Grecia de nueve semanas encontrando pruebas de emigración indo-germánica a Grecia durante el Neolítico pero no mencionó nada del supuesto sistema de cuevas.

### Cáucaso
La historiadora Esther Núñez Pariente de León sostuvo, en un artículo de 2011 en la revista de divulgación española Clío, que la Ahnenerbe llevó a cabo una expedición a la región del Cáucaso.
En el Centro Etnográfico de Belodovie, cerca del pueblo de Kamennomostki de la república rusa de Adigueya hay un botiquín con un emblema nazi con frascos, una pitillera decorada con el dibujo de una flor edelweiss y un maletín grande con el logotipo de la Ahnenerbe.
En este centro se conservan también unos extraños cráneos no humanos que, según el reportaje de un medio ruso, fueron encontrados en 2015 junto al maletín alemán en el entorno del monte Elbrús. Este mismo reportaje dice que los alemanes intentaron usar el agua de un manantial en una cueva situada bajo el lago Ritsa para la fabricación de plasma sanguíneo humano y que, en 2014, se encontraron en la región los cuerpos de 200 soldados alemanes que habían sido sepultados por un alud en la operación Edelweiss de la Wehrmacht.

## Expediciones canceladas
Cuatro expediciones de la Ahnenerbe (a Irán, las Islas Canarias, Bolivia e Islandia) fueron pospuestas indefinidamente.

### Bolivia
Edmund Kiss estaba influenciado por las teorías cósmicas de Hans Hörbiger, que creía que el mundo venía del hielo. Hizo un viaje a finales de la década de 1920 a ruinas de Tiahuanaco de Bolivia, fechadas tradicionalmente hacia el 200 a. C.. Edmund Kiss llevó a cabo una investigación sobre los símbolos que aparecen en la conocida como Puerta del Sol y en otros restos del yacimiento, cercano al lago Titicaca. Escribió la obra La Puerta del Sol de Tihuanaco y la teoría del hielo mundial de Hörbirger (1937).
Kiss consideró que Tihuanaco había sido construida hacía más de 17 000 años. En sus libros, habla de que la civilización que construyó esa ciudad había pasado por la Atlántida y también se había instalado en Thule que, para algunos grupos völkisch, había sido la tierra de los primeros arios.
Himmler se interesó por esta teoría. Se proyectó una expedición de la Ahnenerbe a Bolivia, que fue cancelada por el comienzo de la guerra.

### Islas Canarias
La Ahnenerbe elaboró un mapa con las zonas de su interés, donde aparecían las Islas Canarias. Creían, basándose en momias guanches, que los habitantes originarios de esas islas eran blancos, altos y rubios.
La Atlántida descrita por Platón se encontraba más allá de las columnas de Hércules, es decir, el estrecho de Gibraltar. Herman Wirth, presidente de la Ahnenerbe hasta 1937, era defensor de la idea de que los arios eran atlantes. Las Islas Canarias, en el océano Atlántico, podrían haber albergado restos de esa civilización perdida.
Himmler escogió al teólogo y arqueólogo Otto Huth para investigar esta teoría. Iba a encabezar una expedición a las Islas Canarias para estudiar esqueletos y momias guanches, así como cerámica y herramientas para localizar paralelismos con piezas nórdicas. Otto Rössler, cuñado de Huth y discípulo de Wirth, estuvo también implicado en esta investigación.
En 1937 Otto Huth publicó en la revista Germanien un artículo donde defendía la tesis de la Atlántida y consideraba a los primitivos canarios como fälisch (una subdivisión étnica de Escandinavia). Comentaba en él las investigaciones de Eugen Fischer, que decía que los antiguos habitantes de islas como El Hierro y La Gomera eran morenos y pequeños pero los de Gran Canaria eran rubios, de ojos azules y complexión vigorosa.
En junio de 1937 la revista Germanien publicó partes del libro Kanarierbuch de Franz von Löher. En estas se habla de que en Tenerife los habitantes parecían sajones y se continúa hablando de las características físicas de los guanches y de su religión. Sobre este último aspecto resalta que los lugares guanches dedicados al culto eran o pequeñas capillas o, al igual que los germánicos, grandes espacios al aire libre con un elemento elevado (ya fuese un árbol, una roca o una torre).
El 25 de abril de 1939 Huth elaboró un memorándum para Sievers sobre el tema canario, indicando la necesidad de reunirse con Himmler y Wüst para tratar de ese asunto.
La expedición a las Islas Canarias de Huth iba a partir en otoño de 1939 pero se aplazó indefinidamente por el comienzo de la guerra en septiembre. No obstante, tanto Rössler como Huth continuaron sus investigación sobre el tema.
En julio de 1941 Rössler pasó a ser profesor en la Universidad de Tubinga gracias a su tesis sobre el lenguaje de los canarios.
En 1940 Dominik Josef Wölfel editó en Alemania una obra del siglo XVI de Leonardo Torriani titulada Descripción e historia del Reino de las Islas Canarias, acompañada de un estudio suyo sobre el tema. En enero de 1942 Huth publicó una reseña sobre esta edición en la revista Germanien.
Huth valoraba positivamente la labor historiográfica de Wölfel, pero no compartía sus conclusiones. Sievers también valoraba positivamente el conocimiento de Wölfel sobre las Islas Canarias pero no le estimaba personalmente porque decía que tenía una actitud clerical y estaba casado con una mujer "medio judía".
Rössler se enteró, a raíz de un texto de Niccoloso da Recco del siglo XIV, de la existencia de unos ídolos de Gran Canaria que fueron llevados a Lisboa. En febrero de 1941 Rössler le solicitó a Sievers adquirir una reproducción de uno, que consistiría en una figura femenina con una bola con la esvástica. Sievers le encargó la tarea al arqueólogo español Julio Martínez Santa-Olalla, pero no consta que este la consiguiera.
El 26 de agosto de 1941 Wüst habló en una carta sobre un debatido "Departamento de Investigación Canaria y Berberología" dentro de la Ahnenerbe para que este fuese dirigido por Rössler.
En 1942 Rössler elaboró una obra sobre un ídolo canario femenino en forma de columna, que creían que podría tratarse de un "Pilar del Mundo" (Weltsäule) similar al Irminsul nórdico.
Entre junio y julio de 1942 Rössler elaboró un plan de trabajo con el Departamento de Historia de las Creencias Indogermánicas de la Ahnenerbe, con el cual colaboraba desde 1938, donde destacaba la importancia de estudiar las tradiciones de las Islas Canarias y el norte de África. Sievers tuvo en cuenta el plan consiguió que Himmler nombrase a Rössler miembro de la Ahnenerbe el 16 de agosto.
En mayo de 1943 Rössler pasó a ser miembro de la Leibstandarte Adolf Hitler de las SS. Posteriormente fue traductor de inteligencia militar y elaboró también propaganda para el mundo árabe.
El 27 de mayo de 1944 Sievers escribió a Martínez Santa-Olalla pidiéndole fotocopias de dos obras de Gaspar Frutuoso que estaban en la biblioteca del Palacio Nacional de Ajuda y de otra de Juan Núñez de la Peña que estaba en la Biblioteca Nacional de España, que decía que Otto Huth necesitaba para su obra Raza y religión de Canarias. Estas obras trataban sobre el pasado canario. Consta que Martínez Santa-Olalla le envió una copia de esa obra de Juan Núñez de la Peña ese mismo año.

### Irán
El persa Darío I se describe en una inscripción de Naqsh-e Rostam como ario descendiente de un linaje ario. El término "ario" aparece también en la obra zoroastra Avesta y en los Vedas.
Alfred Rosenberg, en El mito del siglo XX (1930), describió a los antiguos persas como arios con sangre de los del norte que habían degenerado por el contacto con razas inferiores. Rosenberg mencionaba que Darío I se había definido como ario en la inscripción de Behistún.
Walther Wüst creía que los arios eran nórdicos que se había expandido hacia Asia. Planeó una expedición de la Ahnenerbe a Irán para estudiar la inscripción de Behistún, pero esta no llegó a tener lugar.

### Islandia
El lingüista alemán Bruno Schweizer ya había viajado a Islandia tres veces en 1938 cuando propuso una expedición de Ahnenerbe con otras siete personas al país para aprender sobre sus antiguas prácticas agrícolas y su arquitectura, grabar canciones y danzas populares y también recolectar muestras de suelo para análisis de polen.
El primer revés para la expedición fue la burla de la prensa escandinava, que publicó artículos en febrero de 1939 afirmando que la expedición se basaba en ideas falsas sobre la herencia islandesa y buscaba registros eclesiásticos antiguos que ni siquiera existían. Himmler, enfurecido, canceló públicamente el viaje, pero después de calmarse permitió que la planificación del viaje continuara en secreto. El último revés se produjo cuando el personal personal de Himmler no pudo conseguir suficientes coronas islandesas, la moneda de Islandia. Al no poder solucionar rápidamente este problema, el viaje se reprogramó para el verano de 1940.
En 1940, tras la ocupación de Islandia por los británicos, Bruno Kress, un filólogo alemán financiado por Ahnenerbe que se encontraba en ese momento en el país, fue detenido junto con otros ciudadanos alemanes presentes en la isla. Kress fue internado en Ramsey, en la Isla de Man, pero se le permitió mantener correspondencia con Sievers.

## Después de la Segunda Guerra Mundial
Tras la guerra en Europa, miembros de la Ahnenerbe destruyeron muchos de los documentos para que no se les incriminase en tribunales por crímenes de guerra.
Himmler y Hirt se suicidaron en 1945. Sievers fue condenado a muerte en los Juicios de Núremberg por crímenes contra la humanidad el 20 de agosto de 1947 y fue ahorcado el 2 de junio de 1948.